# Edmund Bräuning
Edmund Bräuning (* 2. Juli 1905 in Naumburg; gilt seit Frühjahr 1945 als verschollen) war ein deutscher SS-Obersturmführer und Adjutant des Lagerkommandanten in den Konzentrationslagern Neuengamme, Ravensbrück und Auschwitz.

## Leben
Edmund Bräuning, gelernter Kaufmann, war zweimal verheiratet und hatte mindestens sechs Kinder. Er trat im Dezember 1932 der SS (SS-Nummer 66.975) und zum 1. April 1933 der NSDAP bei (Mitgliedsnummer 1.568.392). Im November 1940 wurde er Adjutant des Lagerkommandanten im KZ Neuengamme. Anfang November 1941 wechselte er in das KZ Auschwitz, wo er unter Rudolf Höss ebenfalls als Adjutant bis Anfang Juli 1942 tätig war. Zudem nahm er dort auch die Aufgaben eines Gerichtsoffiziers wahr. Von Juli 1943 bis Ende Dezember 1944 war Bräuning in Personalunion erster Schutzhaftlagerführer und Adjutant des Lagerkommandanten Fritz Suhren im KZ Ravensbrück. Dort soll er eine Liebesbeziehung mit der Oberaufseherin Dorothea Binz eingegangen sein und war unter anderem für die Dienstverpflichtung von Fabrikarbeiterinnen für die Tätigkeit als KZ-Aufseherin verantwortlich. Ab Anfang Januar 1945 übernahm er die Leitung des Buchenwalder Nebenlagers Ohrdruf bis zu der Befreiung des Lagers Anfang April 1945. Dort war er hauptverantwortlich für die über 3000 toten Häftlinge auf dem Lagergelände und die über 60 marschunfähigen Häftlinge, die während der Evakuierung des Lagers von der Lagermannschaft ermordet wurden.
Bräuning gilt seit dem Kriegsende als vermisst.